# スマイルロボティクス
スマイルロボティクス株式会社は、ロボットの研究開発を手がける日本の企業。モバイルマニピュレーター型の下膳ロボットを開発している。

## 概要
創業者である小倉崇が、東京大学情報システム工学研究室にて博士号取得後、トヨタ自動車株式会社パートナーロボット部、SCHAFT Inc.、Google Xを経て、2019年6月に東京都目黒区にて創業。
創業時の主要メンバーは、東京大学情報システム工学研究室にて博士号取得後、Google Xを経て参画した小林一也と、同じく東京大学情報システム工学研究室出身で、産総研デジタルヒューマンリサーチセンター、Google Xを経て加わった椛澤光隆の２名。

## 沿革
- 2019年6月：東京都目黒区にて創業
- 2019年4月〜2019年12月：東京大学発のベンチャー育成施設FoundX Founders Programに参加
- 2019年7月〜2019年12月：東大IPC 1stRound-第4回 起業支援プログラムに参加
- 2020年1月30日：ANRIとディープコアより総額4,500万円の資金調達
- 2020年2月：未来2020にて阪急阪神不動産株式会社GVH#5賞を受賞
- 2020年6月：本社を東京都文京区に移転
- 2020年7月：2020年度 NEDO「研究開発型ベンチャー支援事業／シード期の研究開発型ベンチャーに対する事業化支援」第1回公募の交付先に採択